# Scopula sinnaria
Scopula sinnaria är en fjärilsart som beskrevs av Swinhoe 1904. Scopula sinnaria ingår i släktet Scopula och familjen mätare. Inga underarter finns listade.